# Gustaf Söderström
Pour les articles homonymes, voir Söderström.
Gustaf Fredrik Söderström (Stockholm, 25 novembre 1865 - Lidingö, 12 novembre 1958) est un athlète et tireur à la corde suédois. Il a participé aux Jeux olympiques de 1900 et remporte la médaille d'or avec l'équipe mixte en tir à la corde. Il est sixième en lancer du disque et en lancer du poids. Son frère Bruno Söderström est aussi un athlète.